# Barstow (Californie)
Pour les articles homonymes, voir Barstow.
Barstow est une municipalité située dans le comté de San Bernardino, en Californie, aux États-Unis, sur l'historique Route 66. Sa population était de 21 119 habitants au recensement de 2000. C'est un centre régional majeur au niveau des transports puisque plusieurs autoroutes, dont l'Interstate 15 et l'Interstate 40, y convergent ; deux grandes gares de triage appartenant à l'Union Pacific et à BNSF Railway y sont aussi installées.

## Histoire
Avec l'afflux de mineurs dans la région après la découverte d'argent dans les années 1860, de nouvelles voies de chemin de fer furent construites pour transporter les biens dans le désert des Mojaves. La Santa Fe Railroad fut érigée en 1888 et passait à travers ce qui allait devenir Barstow; la ville doit d'ailleurs son nom à un magnat des transports ferroviaires, William Barstow Strong à qui appartenait la Santa Fe. La ville apparut véritablement avec l'arrivée des autoroutes.

## Géographie
Barstow est située à 34°52′35″Nord, 117°2′5″Ouest.
Selon le Bureau du recensement des États-Unis la ville a une superficie de 87.0 km².

## Climat
Le climat à Barstow est désertique mais les températures diurnes ne sont pas aussi élevées que dans la vallée de la mort voisine ou à Baker en raison de l'altitude.  
Selon la classification de Köppen, le climat à Barstow est désertique à tendance continentale (climat codé BWk, en limite d'un climat codé BWh) car la température annuelle moyenne est de 17,55 °C. 
Le seuil séparant les déserts continentaux (BWk) des déserts chauds (BWh) est fixé à 18 °C de température annuelle moyenne. Cela dit, les étés à Barstow restent quand même torrides et les conditions sont très similaires à celles observées dans les déserts chauds voisins.
| Mois                              | jan. | fév. | mars | avril | mai  | juin | jui. | août | sep. | oct. | nov. | déc. | année |
| --------------------------------- | ---- | ---- | ---- | ----- | ---- | ---- | ---- | ---- | ---- | ---- | ---- | ---- | ----- |
| Température minimale moyenne (°C) | −0,2 | 1,8  | 4,1  | 6,7   | 11,2 | 15,7 | 19,2 | 18,4 | 14,4 | 8,8  | 2,4  | −0,8 | 8,6   |
| Température moyenne (°C)          | 7,9  | 10,2 | 12,7 | 15,7  | 20,6 | 25,5 | 29,1 | 28,1 | 24,2 | 18,5 | 10,8 | 7,3  | 17,6  |
| Température maximale moyenne (°C) | 16   | 18,6 | 21,2 | 24,7  | 30   | 35,3 | 38,9 | 37,7 | 34   | 28,2 | 19,2 | 15,4 | 26,7  |
| Précipitations (mm)               | 14,2 | 16,3 | 12,4 | 5,3   | 3    | 2,3  | 4,6  | 10,4 | 7,4  | 3,8  | 10,9 | 12,2 | 102,8 |

## Culture
En 1941, le compositeur Harry Partch créa une œuvre intitulée Barstow, inspirée de graffitis qu'il avait vus sur une voie de chemin de fer de la ville.
En 2011, le DJ J Rabbit créa une œuvre intitulée Somewhere Around Barstow.
Dans le film 2 Fast 2 Furious, le personnage joué par Tyrese Gibson, Roman Pierce, est pilote de stock car dans la ville de Barstow

## Démographie
| 1950  | 1960   | 1970   | 1980   | 1990   | 2000   |
| ----- | ------ | ------ | ------ | ------ | ------ |
| 6 135 | 11 644 | 17 442 | 17 690 | 21 472 | 21 119 |

| 2010   | - | - | - | - | - |
| ------ | - | - | - | - | - |
| 22 639 | - | - | - | - | - |